# Julia Borgström
Julia Borgström (født 9. juni 2001 i Skanør-Falsterbo) er en svensk professionel cykelrytter, der kører for AG Insurance-Soudal Team.
Hun kørte i kvindernes linjeløb ved VM i landevejscykling 2020.